# 团结民主
团结民主（義大利語：Democrazia Solidale，缩写为DemoS）是意大利的一个基督教左翼政党。该党成立于2014年7月4日，分裂自为了意大利人民。2018年10月6日，该党重组。该党与民主党关系密切，并与一些类似的基督教左翼小党或团体保持联系。目前，该党是中左联盟以及社会主义者和民主人士进步联盟的成员。